# Servicio de Inteligencia Nacional (Corea del Sur)
El Servicio Nacional de Inteligencia (en hangul, 국가정보원; en hanja, 國家情報院), conocido por su siglas en inglés NIS, es el principal servicio de inteligencia de Corea del Sur. La agencia fue establecida oficialmente en 1961 como la Agencia Central de Inteligencia Coreana (ACIC) (중앙정보부), durante el gobierno militar del Consejo Supremo para la Reconstrucción Nacional dirigido por Park Chung-hee, que puso fin a la Segunda República de Corea del Sur. Las funciones originales de la ACIC eran supervisar y coordinar las actividades de inteligencia nacionales e internacionales y la investigación criminal de todas las agencias de inteligencia del gobierno, incluida la de los militares. Los amplios poderes de la agencia la permitían intervenir de forma activa en la política de Corea del Sur.
La agencia pasó a llamarse Agencia para la Planificación de la Seguridad Nacional (APSN; en coreano, 국가안전기획부) en 1981, como parte de una serie de reformas llevadas a cabo por la Corea del Sur de manos de su presidente Chun Doo-hwan. La APSN se conoce coloquialmente como "Angibu" (안기부) en Corea del Sur. Además de tratar de adquirir información de inteligencia sobre Corea del Norte y aplastar a la disidencia en Corea del Sur, la APSN, al igual que su predecesora, estuvo muy involucrada en actividades fuera de su ámbito, incluyendo la política interna e incluso la promoción de los Juegos Olímpicos de Seúl de 1988.
En 1999, la agencia tomó su nombre actual. Con la llegada de la democracia en la vigente Sexta República de Corea del Sur, la agencia ha visto muchos de sus deberes y atribuciones reducidos, en respuesta a las críticas públicas sobre los abusos cometidos en el pasado.
En 2012, el NIS conduce una campaña de difamación contra el candidato a la elección presidencial Moon Jae-in para desviar los electores hacia la candidata conservadora Park Geun-Hye.
La NIS también se utiliza en misiones de propaganda contra Corea del Norte: "Dejar a los periodistas información inventada sobre el régimen norcoreano es una práctica habitual de los servicios secretos surcoreanos en todo el mundo desde que Corea del Norte existe.", señala el historiador Bruce Cumings

## Historia

### Agencia Central de Inteligencia Coreana
Los orígenes de la agencia se remontan al Cuerpo de Contrainteligencia Coreano (CCIC), formado durante la guerra de Corea. La ACIC fue fundada el 13 de junio de 1961 por Kim Jong-pil, quien trajo del CCIC a gran parte de los 3.000 miembros iniciales de la nueva agencia. A Kim, un graduado de la Academia Militar Coreana y sobrino de Park Chung-hee por matrimonio, también se le atribuye la autoría intelectual del golpe de Estado de 1961 que instaló a Park en el poder.
Bajo la dictadura de Park Chung-hee (1963-1979), la KCIA, estrechamente vinculada a la CIA, apoyó fuertemente a la WACL (Liga Anticomunista Mundial), con sede principalmente en Taiwán, pero con importantes oficinas en Seúl.
La KCIA controlaba todo el país, con más de cuarenta mil empleados fijos y un millón de corresponsales. Los trabajadores en huelga, los manifestantes o los firmantes de simples peticiones se enfrentaban a largas penas de prisión y a la tortura.
En 1968, agentes de la KCIA secuestraron a 17 coreanos que vivían en Alemania Occidental. Fueron transportados de regreso a Seúl, donde fueron torturados y acusados de haber violado la Ley de Seguridad Nacional al participar en actividades pro-norteñas. Las víctimas se convirtieron en una causa célebre ya que el secuestro creó una tormenta de críticas internacionales que casi llevó al gobierno de Alemania Occidental a romper relaciones diplomáticas con Corea del Sur. Un ejemplo emblemático de secuestro es el intento de asesinato de Kim Dae-jung, futuro presidente de Corea del Sur y Premio Nobel de la Paz, en agosto de 1973, cuando estaba en Japón.
Se sabe que la KCIA recaudó fondos mediante la extorsión y la manipulación del mercado de valores, que a su vez se utilizaron para sobornar y engatusar a empresas, individuos e incluso gobiernos extranjeros, como sucedió durante el escándalo Koreagate en Estados Unidos en 1976. Las investigaciones del congresista estadounidense Donald M. Fraser descubrieron que la KCIA había canalizado sobornos y favores a través del empresario coreano Tongsun Park en un intento de ganarse el favor y la influencia en Washington D. C.; unos 115 miembros del Congreso estuvieron implicados en el asunto.

### Agencia para la Planificación de la Seguridad Nacional
En 1979, el director de la agencia, Kim Jae-gyu, asesinó al presidente Park Chung-hee durante una cena. Posteriormente, la ACIC fue purgada, con la ejecución de Jae-Kyu y otros cinco, y perdió temporalmente gran parte de su poder.
El nuevo director, Chun Doo-hwan, usó su mandato de abril a julio de 1980 para expandir su base de poder más allá del ejército, y la organización pasó a llamarse Agencia para la Planificación de la Seguridad Nacional (APSN) en 1981, con sus poderes redefinidos en las órdenes presidenciales y la legislación.
La ANSP, al igual que su predecesora, era una agencia a nivel de gabinete directamente responsable ante el presidente, y el director de la APSN seguía teniendo acceso presidencial directo.
En marzo de 1981, la APSN fue reestructurada como la agencia principal para recolectar y procesar toda la inteligencia. Se reafirmó el requisito de que todas las demás agencias con funciones de recopilación y análisis de inteligencia en sus estatutos coordinen sus actividades con la APSN.
La legislación aprobada a fines de 1981 redefinió aún más las funciones legalmente obligatorias de la APSN para incluir la recopilación, compilación y distribución de información externa y nacional sobre la seguridad pública contra los comunistas y los complots para derrocar al gobierno.
Le correspondía a la APSN el mantenimiento de la seguridad pública en cuanto a documentos, materiales, instalaciones y distritos designados como secretos de Estado, así como la investigación de los delitos de insurrección y agresión extranjera, delitos de rebelión, ayuda e instigación al enemigo , divulgación de secretos militares y delitos previstos en la Ley de Protección de Secretos Militares y la Ley de Seguridad Nacional. La investigación de los delitos relacionados con las funciones del personal de inteligencia, la supervisión de la recopilación de información y la recopilación y distribución de información sobre las actividades de otras agencias diseñadas para mantener la seguridad pública también fueron realizadas por la ANSP.
Para 1983, la APSN se había recuperado y nuevamente era la organización de inteligencia nacional y extranjera preeminente.
Sin embargo, los poderes internos de la APSN fueron efectivamente restringidos bajo la Sexta República. Antes del cambio, la APSN tenía libre acceso a todas las oficinas y archivos del gobierno. La ANSP, el Comando de Apoyo a la Seguridad de la Defensa, la Oficina del Fiscal General, la Policía Nacional de Corea y el Ministerio de Justicia habían destacado a sus agentes en la Asamblea Nacional de Corea para recopilar información sobre las actividades de los políticos.
En mayo de 1988, sin embargo, agentes de la APSN, junto con agentes de otras agencias de inteligencia, fueron retirados del edificio de la Asamblea Nacional.
El presupuesto de la APSN no se hacía público, ni aparentemente se puso a disposición de la Asamblea Nacional en sesiones cerradas de manera útil. En julio de 1989, presionada por los partidos de oposición y la opinión pública, la APSN fue sometida a inspección y auditoría por parte de la Asamblea Nacional por primera vez en dieciocho años, y la APSN retiró a sus agentes de las salas de la Corte Penal de Seúl y de la Corte Suprema.
En otro movimiento para limitar la posibilidad de que la APSN participe en "políticas de inteligencia", el Comité de Coordinación de Información de la APSN fue disuelto debido a su historial de influencia indebida sobre otras autoridades investigadoras, como la Oficina del Fiscal General. Además, la APSN, en respuesta a las críticas generalizadas por sus presuntas violaciones de derechos humanos, estableció una oficina de "vigilancia" para supervisar sus investigaciones internas y evitar que los agentes abusen de sus poderes al interrogar a los sospechosos.
Sin embargo, la APSN permaneció profundamente involucrada en la política interna y no estaba completamente preparada para renunciar a su poder. En abril de 1990, por ejemplo, el colíder del gobernante Partido Liberal Democrático (DLP), Kim Young-sam, se quejó de que él y los miembros de su facción dentro del DLP habían sido objeto de "maniobras de inteligencia en política" que incluían escuchas telefónicas, vigilancia e investigaciones financieras.
A pesar de un acuerdo en septiembre de 1989 por parte de los principales formuladores de políticas de los partidos gobernante y de la oposición para despojar a la APSN de su poder para investigar actividades a favor de Corea del Norte (un delito bajo la Ley de Seguridad Nacional), la APSN continuó haciendo cumplir este aspecto de la ley en lugar de que limitarse a contrarrestar los intentos internos y externos de derrocar al gobierno. La APSN continuó deteniendo a estudiantes radicales y líderes disidentes para interrogarlos sin explicación.
Además de su controvertida misión de seguridad interna, la ANSP también era conocida por su recopilación y análisis de inteligencia extranjera y por su investigación de delitos relacionados con la subversión externa y secretos militares. La Junta de Unificación Nacional y la APSN (y antes la ACIC) fueron las principales fuentes de análisis del gobierno y dirección de políticas para la estrategia de reunificación de Corea del Sur y los contactos con Corea del Norte. La búsqueda de casos de contraespionaje por parte del servicio de inteligencia también se tuvo en alta estima.